# Rivotorto
Rivotorto – miejscowość we Włoszech, w regionie Umbria, w prowincji Perugia, część Asyżu.
W miejscowości znajduje się kościół – Santa Maria w Rivotorto – w którego wnętrzu zachowano średniowieczną siedzibę franciszkanów, tzw. Święte Tugurium. Było to jedno z pierwszych miejsc przebywania św. Franciszka z Asyżu ze swoimi towarzyszami, u początków ruchu franciszkańskiego. W Rivotorto Biedaczyna napisał tzw. Regułę niezatwierdzoną.